# Паллавічіні (рід)
Паллавічіні (італ. Pallavicini) або Паллавічіно (італ. Pallavicino) також раніше відомий як Пелавічіно — давній італійський феодальний дворянський рід, заснований Оберто I Пелавічіно, прапраонуком міланського маркграфа Альберто II з франкського роду Обертенгі. Паллавічіні володіли землями на стику кордонів Лігурії, Ломбардії, Емілії та П'ємонту. До XVII століття їм належали такі міста, як Буссето, Кортемаджоре, Фіденца, Ночето, Роккаб'янка та Цибелло.

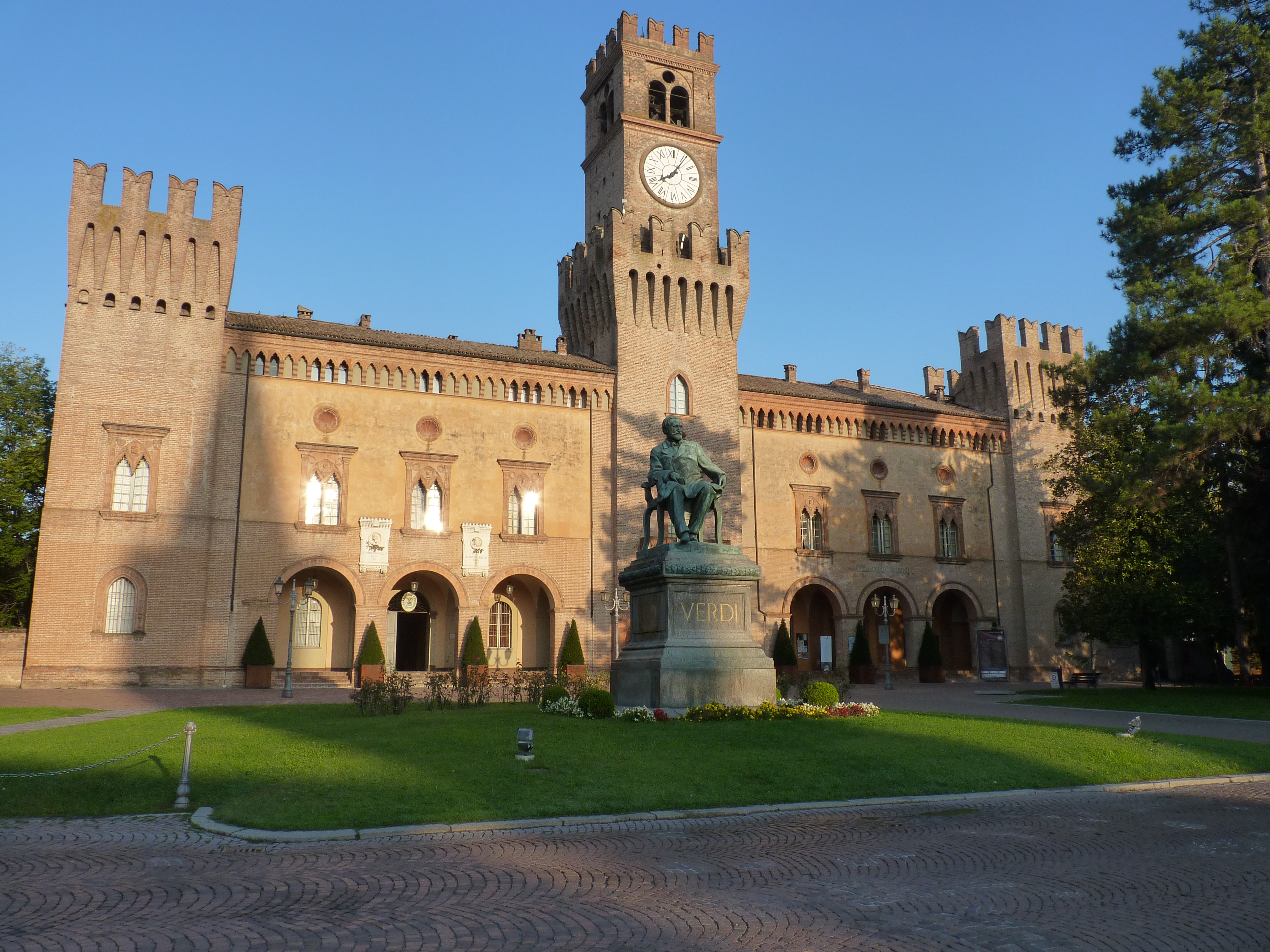
Резиденція маркграфів Паллавічіно в Буссето

## Паллавічіні з Генуї
Першим відомим з писемних джерел членом родини Паллавічіні був Оберто I (помер у 1148 р.). Перший феод Паллавічіно був створений Оберто II, який отримав його від імператора Священної Римської імперії Фрідріха Барбаросси в 1162 році. Кілька ліній походить від Гульєльмо (помер у 1217 р.), володаря низки феодальних володінь між Пармою та П'яченцою. Граф Оберто Паллавічіні (1197—1269), який був одним кондотьєрів (найманців) партії гібеллінів, підкорив імператору Фрідріху II безліч ломбардських міст (Парма, П'яченца, Кремона, Павія, Брешіа). Якийсь час він володів також Міланом. Після приходу до Італії Карла Анжуйського став зазнавати поразки

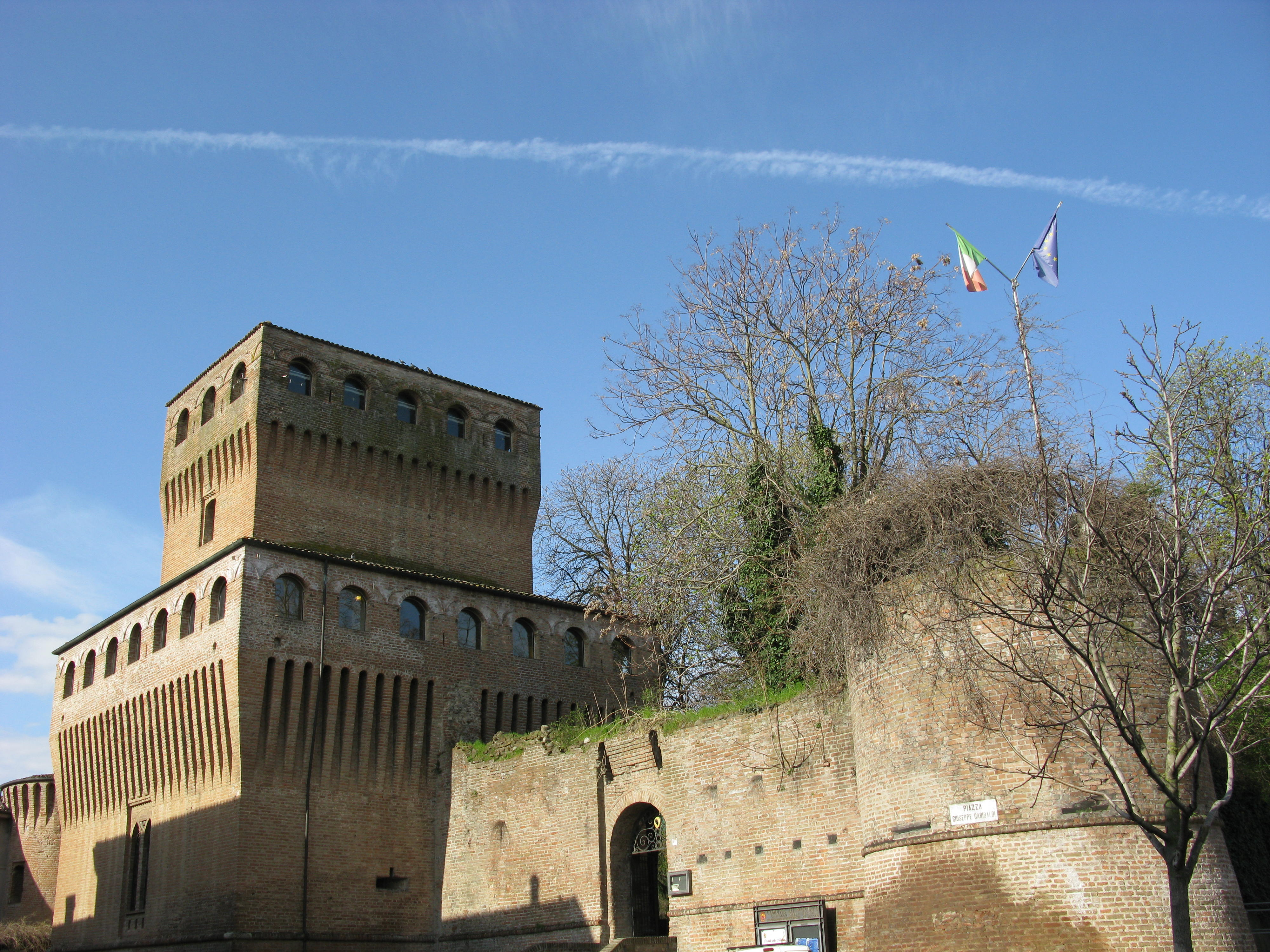
Замок Паллавічіні в Ночето

## Паллавічіні східної Латинської імперії
Через нащадків Гі (Гвідо) та його брата Рубіно, синів Гульєльмо, гілка родини здобула володіння у Латинській імперії, заснованій після Четвертого хрестового походу в 1204 році.
Вони керували Бодоницьким маркграфством з 1204 по 1358 рік. Вони змогли збагатилися, а після 1224 року також стали наймогутнішою родиною в колишньому Фессалонікському королівстві у північній Греції. Перші маркграфи належали до роду Гі, поки не померла його донька Ізабелла, після чого трон успадкував рід Рубіно. Паллавічіні були пов'язані з сім'єю Де ла Рош, яка тоді правляла в Афінах. Після смерті Альберта в 1311 році вплив Паллавічіні повільно пішов на спад. Наступні маркграфи Зорзі були нащадками по материнській лінії останньої маркізи Паллавічіні, Гульєльми.

## Відомі члени

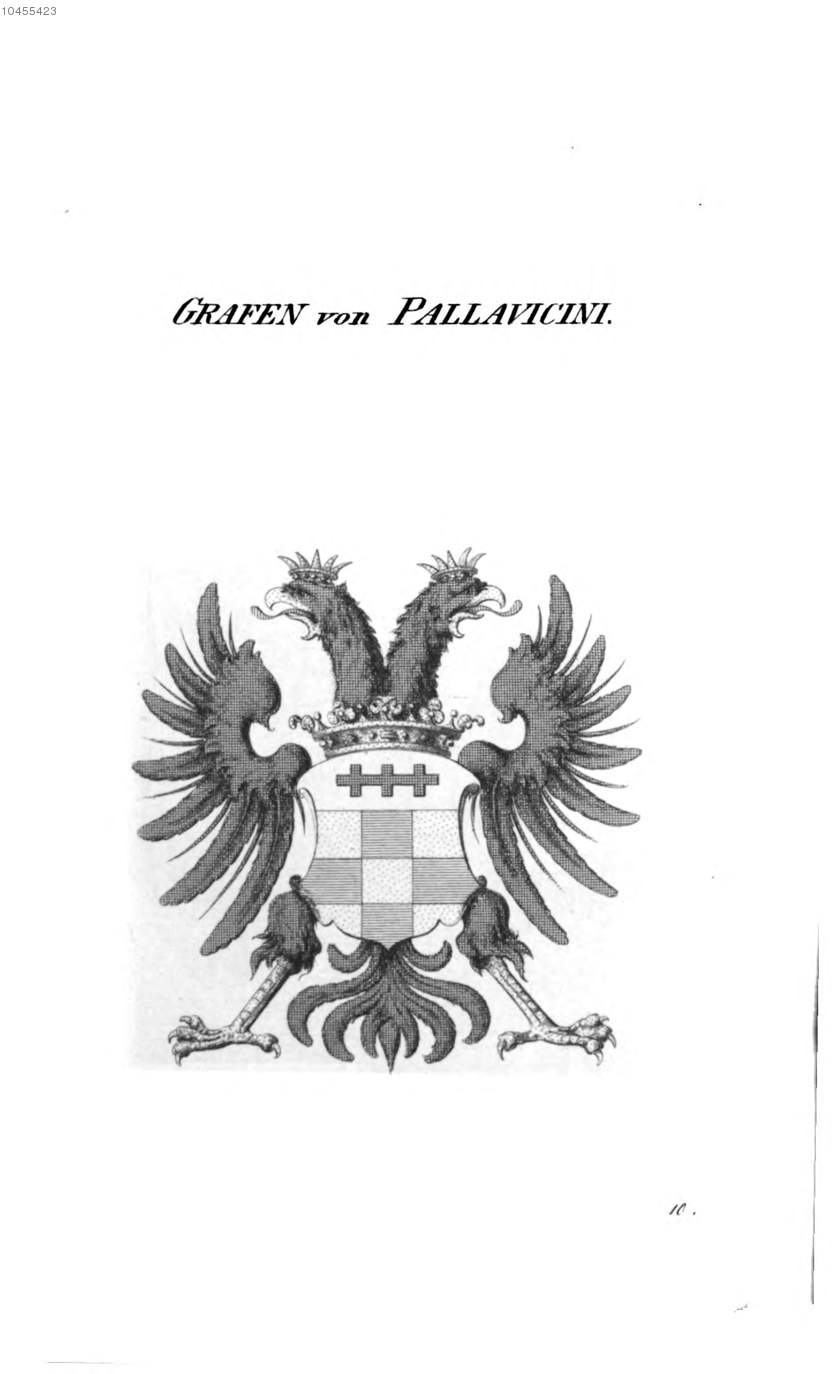
Герб Графена фон Паллавічіні

Герб маркізів Паллавічні та Чаки-Паллавічні

- Герб маркізів Паллавічні та Чаки-Паллавічні Оберто Пелавічіно або Паллавічіно (1197—1269), італійський польовий капітан Фрідріха II, імператора Священної Римської імперії
- Оберто I Паллавічіно
- Оберто II Паллавічіно
- Гульєльмо Паллавічіно (Паллавічіно) (помер 1217)[3]
- Гай (помер 1237)
- Убертіно (помер 1278)
- Ізабелла (померла 1286)
- Альберт (помер 1311)
- Томас (народився до 1286, помер після 1331), маркграф Бодониці, онук Рубіно
- Гульєльма (помер 1358)
- Орландо (іноді Роландо) «il Magnifico» (бл. 1393—1457)[3]
- Антоніо Паллавічіні Джентілі (1441—1507), італійський кардинал, якого вважали papabile у 1492 році
- Баттіста Паллавічіно (помер 1466), римо-католицький єпископ Реджо-Емілії (1444—1466)
- Карло Паллавічіно (помер 1497), італійський римо-католицький єпископ Лоді (1456—1497)
- Джованні Баттіста Паллавічіно (1480—1524), італійський римо-католицький єпископ і кардинал
- Чіпріано Паллавічіно (1509—1585), римо-католицький архієпископ Генуї (1568—1585) і Апостольський нунцій у Неаполі (1566)
- Сер Гораціо Паллавічіно (бл. 1540—1600), торговець, фінансист і дипломат в Англії
- Бенедетто Паллавічіно (бл. 1551—1601), з Кремони, композитор
- Франческо Сфорца Паллавічіно (1607—1667), італійський історик і кардинал
- Ферранте Паллавічіно (1618—1644), італійський письменник антисоціальних і непристойних оповідань і романів на біблійні та профанні теми
- Карло Паллавічіно (бл. 1630—1688), італійський композитор
- Стефано Бенедетто Паллавічіно (1672—1742), італійський поет і оперний лібретист
- Caterina Imperiale Lercari Pallavicini (1721 р.), новолатинська поетеса
- Лаццаро Опіціо Паллавічіно (1776—1777), камерленго Священної колегії кардиналів
- Джан Карло Паллавічіно (1722—1794), 179-й дож Республіки Генуя
- Джанлука Паллавічіно, генерал і губернатор Ломбардії (друга половина XVIII століття)
- Еміліо Паллавічіні (1823—1901), генерал і сенатор, який переміг Гарібальді в битві при Аспромонте
- Йоганн, маркграф фон Паллавічіні (1848—1941), австро-угорський дипломат
- Маркіза Анна д'Андрогна Парравічіні, (1840—1922) дворянка та меценат
- Markgraf (Őrgróf) Tamás Csáky-Pallavicini (1960-), генеральний секретар Всесвітньої федерації католицьких медичних асоціацій у Ватикані[4]
- Графиня Елізабет д'Удекем д'Акоз, сестра королеви Бельгії Матильди, вийшла заміж за маркграфа Альфонсо Паллавічіні в липні 2006 року.

## Галерея

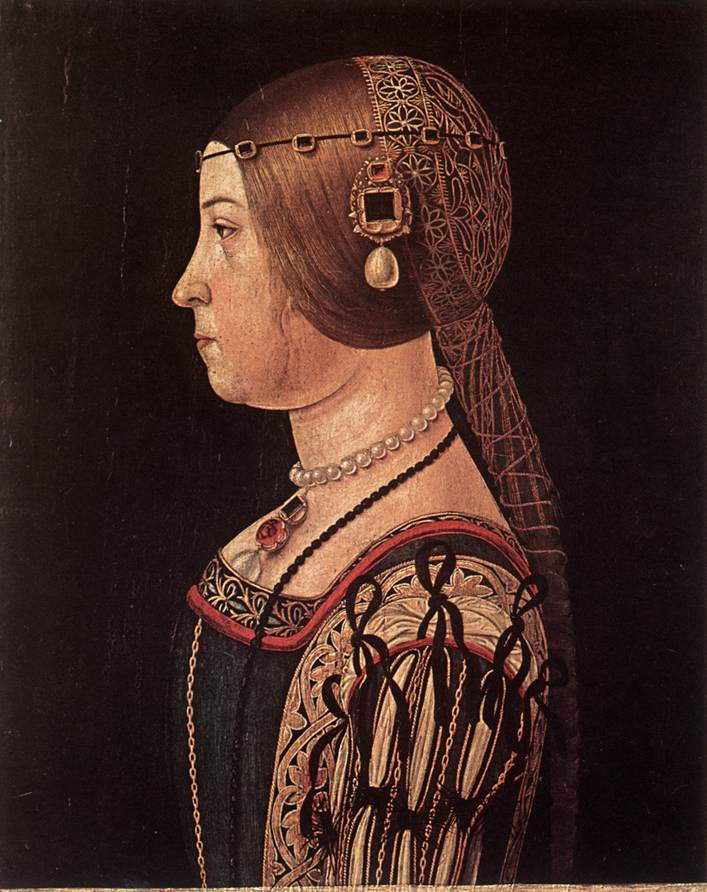
Барбара Паллавічіно,  портрет Алессандро Аральді
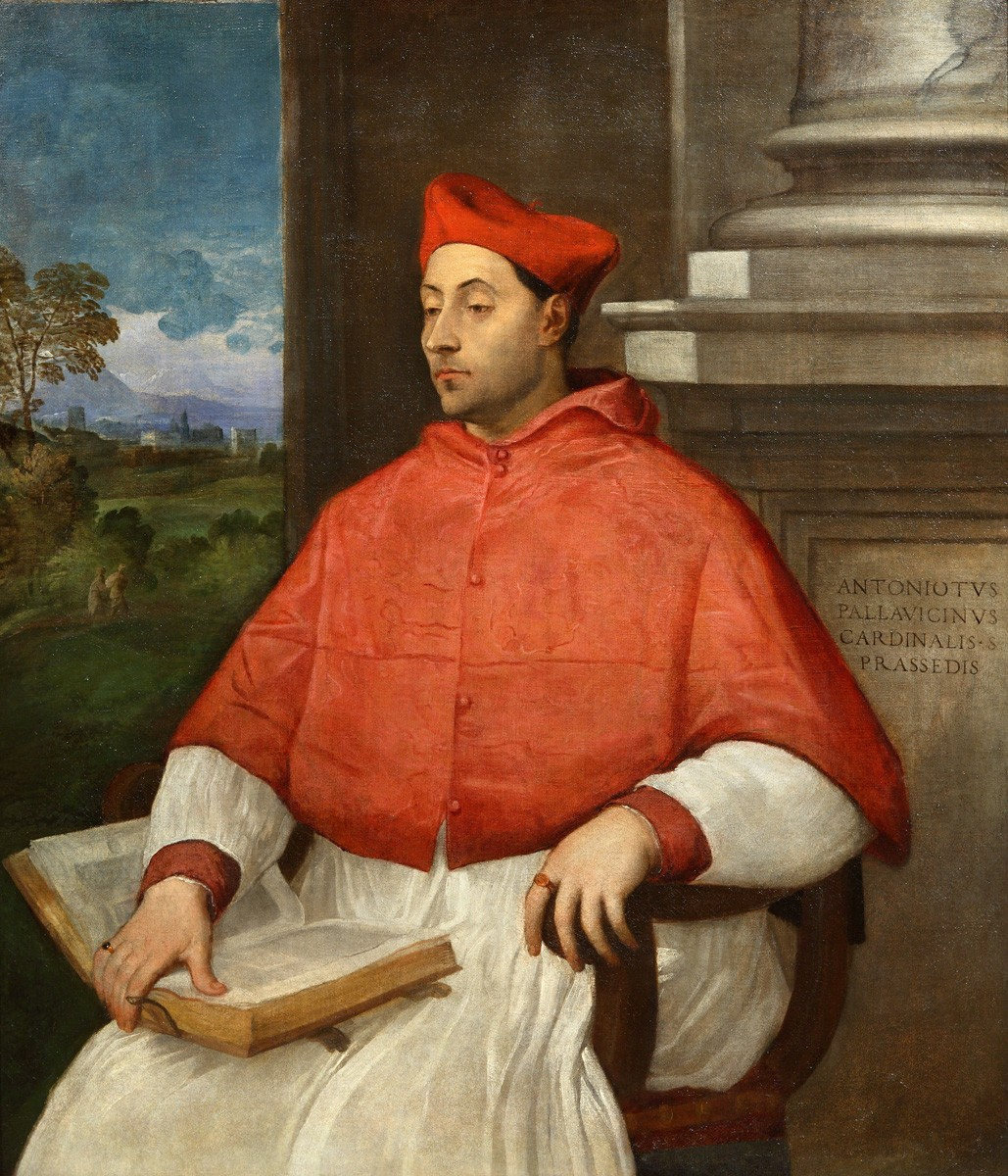
Портрет кардинала Паллавічіні, портрет  Себастьяно дель Пйомбо
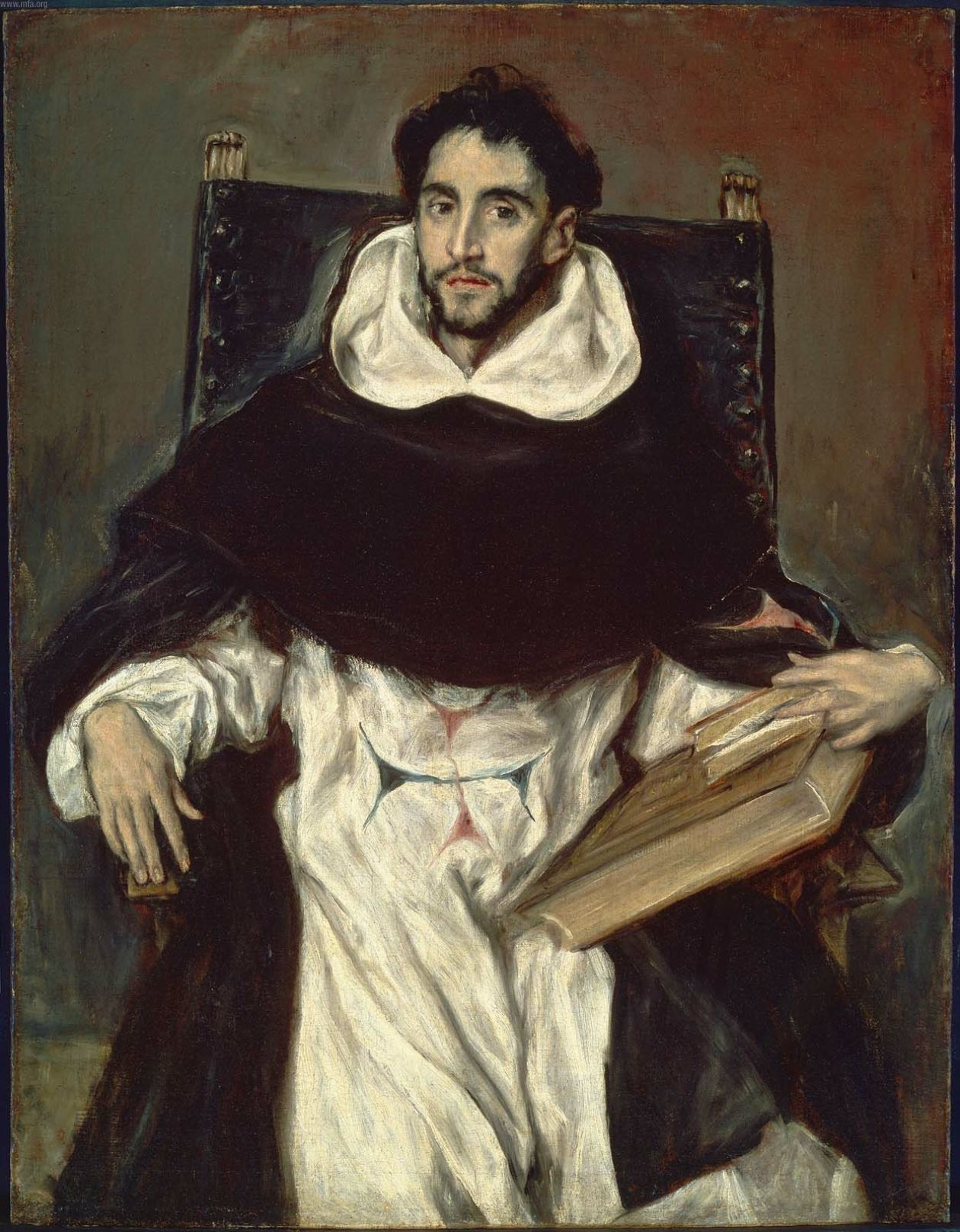
«Брат Ортенсіо Паравісіно», портрет Ель Греко
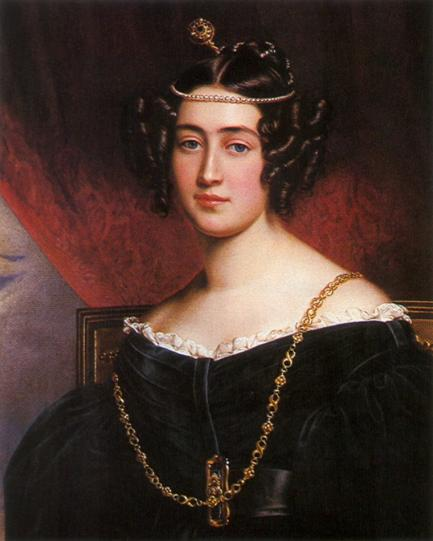
Ірина Паллавічіні, портрет Й.К.Штілера з Галереї красунь
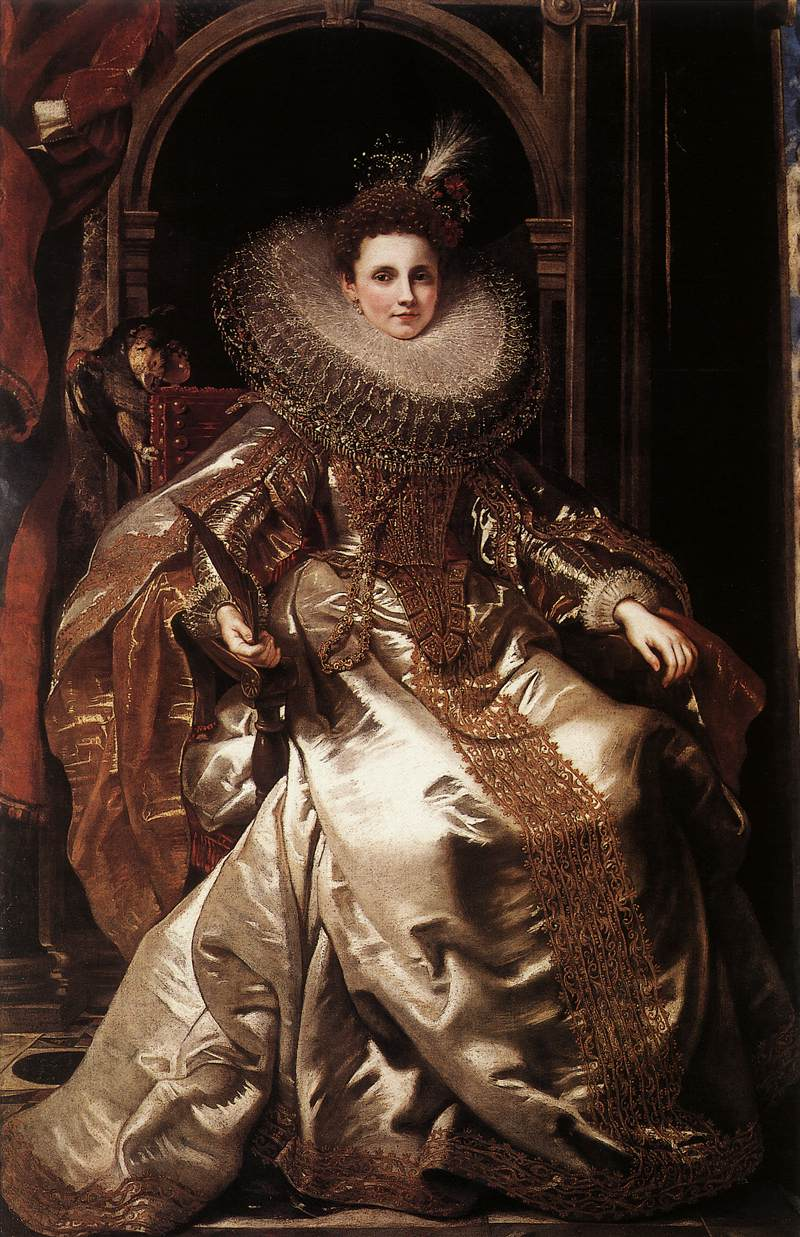
Марія Серра Паллавічіно, потртет Пітера Пауля Рубенса

## Див. також

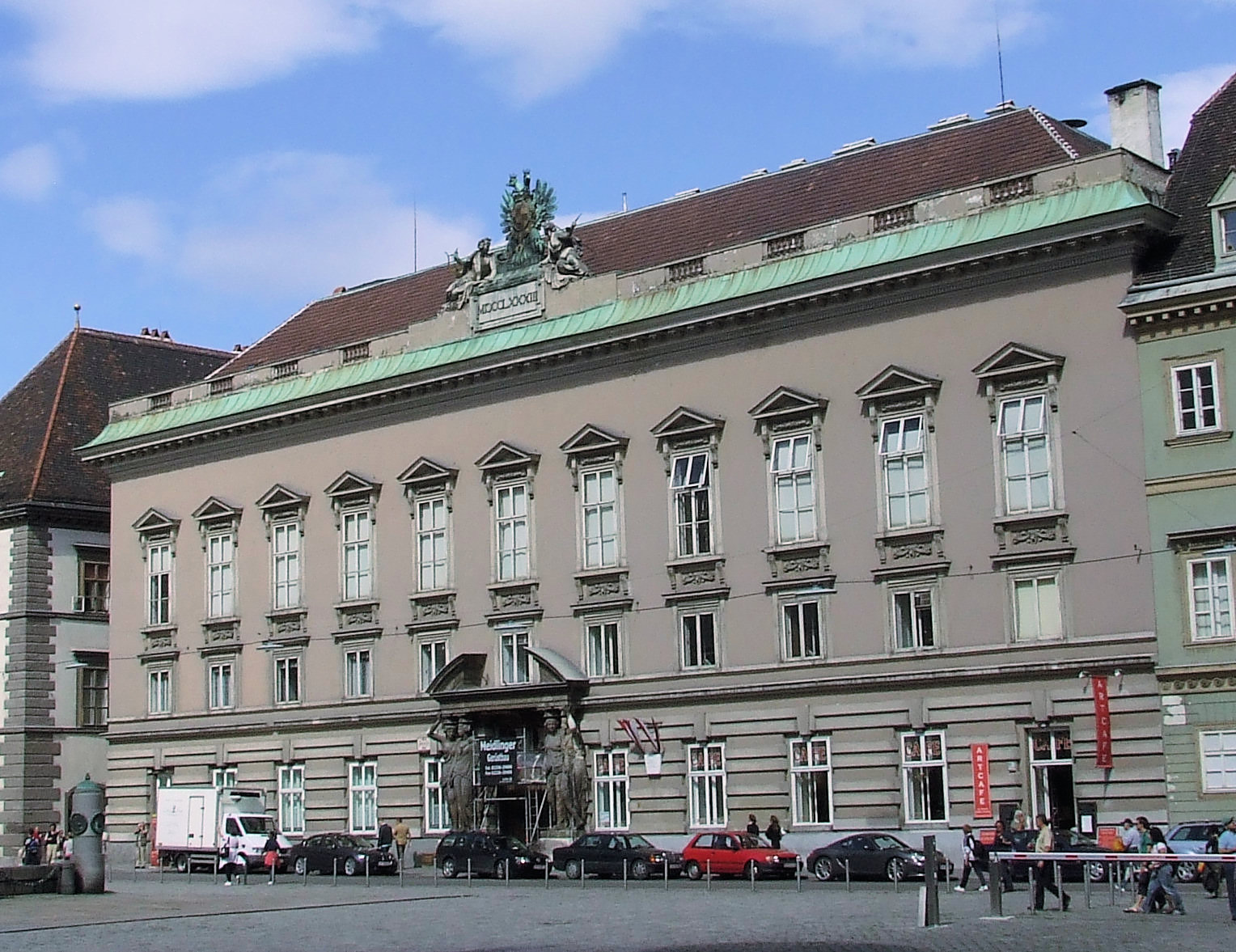
Палац Паллавічіні у Відні